# تیکو تورس
 تیکو تورس (انگلیسی: Tico Torres؛ زادهٔ ۷ اکتبر ۱۹۵۳) یک موسیقی‌دان اهل ایالات متحده آمریکا است.